# Rhacochelifer barkhamae
Espèce
Rhacochelifer barkhamae est une espèce de pseudoscorpions de la famille des Cheliferidae.

## Distribution
Cette espèce est endémique d'Arabie saoudite. Elle se rencontre vers Khurays.

## Publication originale
- Mahnert, 1980 : Arachnids of Saudi Arabia. Pseudoscorpiones. Fauna of Saudi Arabia, vol. 2, p. 32-48.